# Vrhovo (Radeče, Slovenija)
Vrhovo je naselje u slovenskoj Općini Radeče. Nalazi se u pokrajini Štajerskoj i statističkoj regiji Savinjskoj.

## Stanovništvo
Prema popisu stanovništva iz 2002. godine naselje je imalo 254 stanovnika.